# موتور حاجی شریف
موتور حاجی شریف یا موتور حاجی شریف قنبرزهی روستایی در دهستان دومک بخش نصرت‌آباد شهرستان زاهدان استان سیستان و بلوچستان ایران است.

## جمعیت
بر پایه سرشماری عمومی نفوس و مسکن در سال ۱۳۹۵ جمعیت این روستا ۱۱۷ نفر (۲۵خانوار) بوده‌است.